# 필리핀 대통령
필리핀 공화국의 대통령(타갈로그어: Pangulo ng Republika ng Pilipinas)은 필리핀의 국가원수이자 정부수반이다.

## 필리핀의 대통령 피선거권
다음 조건을 모두 충족한 사람만이 필리핀의 대통령이 될 수 있다.
- 필리핀에서 출생한 사람
- 등록된 유권자
- 적어도 글을 읽고 쓸 수 있어야 함
- 최소 만나이 40세 이상
- 필리핀에서 최소 10년 이상 거주한 사람

대통령은 선거를 통해 직접투표로 뽑으며 최다 득표자가 대통령이 된다. 그러나 두 명이라도 득표율이 동점일 경우에는 필리핀 의회에서 간접투표로 뽑는다. 임기는 6년 단임제이고 필리핀 헌법에 의거해 연임은 절대 금지이다.

## 현재 생존해 있는 필리핀 대통령
현재 필리핀에는 총 3명이 생존해 있다. 가장 최근에 사망한 사람은 제12대 대통령 피델 라모스이다.
| 이름                     | 사진 | 재임      | 출생일          |
| ------------------------ | ---- | --------- | --------------- |
| 조셉 에스트라다          |      | 1998–2001 | 1937년 4월 19일 |
| 글로리아 마카파갈 아로요 |      | 2001–2010 | 1947년 4월 5일  |
| 로드리고 두테르테        |      | 2016–2022 | 1945년 3월 28일 |

## 같이 보기
- 필리핀의 대통령 목록
- 필리핀의 부통령
- 필리핀의 총리